# Korona Warschau

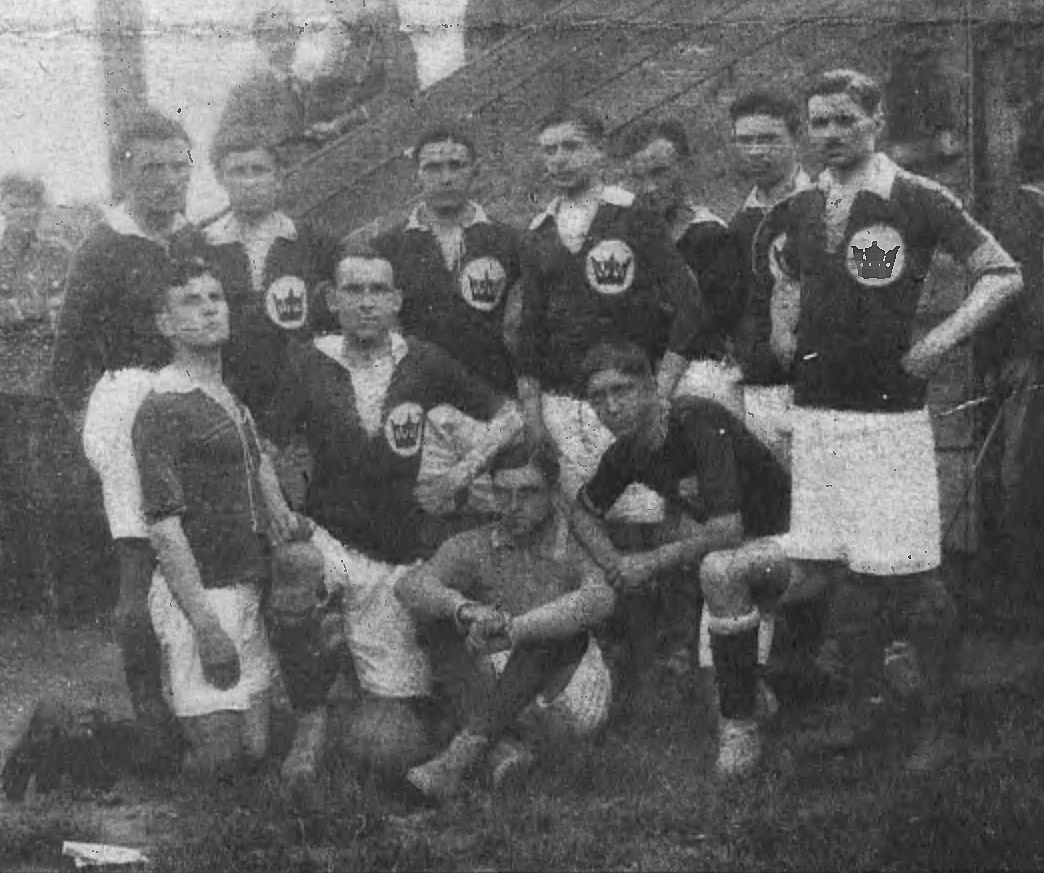
Team van 1919

Korona Warschau was een Poolse sportclub uit Warschau, die voornamelijk actief was in het voetbal. De club werd in 1909 opgericht en was daarmee de oudste voetbalclub uit de Poolse hoofdstad, tot er in 1922 een fusie volgde met Legia Warschau. In 1924 werd de club voor korte tijd terug actief als de voetbaltak van een lokale wielerploeg, waarna Korona Warschau in 1928 volledig verdween.
Naast het voetbal was de club ook actief in de atletiek, het ijshockey en het schermen.

## Bekende (ex-)spelers
- Jerzy Bułanow
- Stanisław Mielech
- Jan Loth